# Lady Jane (sång)
Lady Jane är en låt av det engelska rockbandet The Rolling Stones, skriven av bandets sångare Mick Jagger och gruppens gitarrist Keith Richards. Låten nådde plats nummer 24 på Billboard Hot 100 och släpptes som B-sida till singeln Mother's Little Helper i USA och finns med på deras album Aftermath. På studioversionen av låten spelas inga trummor.